# Alalia (Aléria)
Alalia  est le nom grec donné par le passé à la ville actuelle d'Aléria (Aleria en Corse), commune française située dans le département de la Haute-Corse et la région Corse.

## Histoire

### Alalia, cité grecque
Alalia est fondée en tant que colonie par les Phocéens en 565 av J.-C, encore que l'archéologie n'ait aucunement permis d'en rendre compte à ce jour.  
Pour faire cesser la piraterie de la colonie grecque, les Carthaginois s’allient avec les Étrusques lors d'un conflit naval en 535 av. J.C, qui porte le nom de bataille d'Alalia.
Les Phocéens perdent soixante de leurs navires et sont obligés de fuir en masse vers Massilia ou l’Italie ; comme dans la cité de Velia.
Les Étrusques prennent alors possession d'Alalia. Leur influence fait d'Aléria la "capitale de l'île", statut qu'elle conserve jusqu'à la fin de l’Antiquité. Le comptoir d’Alalia semble contenir des populations étrusques, carthaginoises et grecques ayant des interactions avec les peuples locaux.
La présence carthaginoise dans ce comptoir cosmopolite attire plus tard les ambitions de Rome. « À cette époque Aleria se trouvait sur les bords de la mer, comme l'indique Ptolémée, et la bande de dunes, d'environ deux kilomètres, qui aujourd'hui la sépare du rivage, est due à un continuel sur-exhaussement du sol ». En vérité le rivage était plus près d'une centaine de mètres du village. En attestent les vestiges du port de commerce trouvés au sud du Tavignano à 150 ou 200 mètres de la mer.
Dans les années 1960-1970, 179 tombes de culture étrusque ont été dégagées, datées entre 500 et 259 av. J.-C. 130 autres tombes sont étudiées lors de fouilles débutées en 2018, conduisant à plusieurs découvertes,.

### Aleria, cité romaine
Alalia est prise par les Romains en 259 av. J.C et devint Aléria. Après la conquête de l’île, un fort de légionnaires y fut établi par Sylla. Auguste promut la ville au rang de colonie qui devint capitale de la Corse : le procurateur de l’empereur y résidait dans un palais. La colonie d'Aléria fondée par Sylla, au profit de ses vétérans, comprenait la vaste plaine d'Aléria ; bâtie sur l'emplacement de la colonie phocéenne d'Alalia, près de Rotani, elle se trouvait au centre de la région la plus fertile de l'île.
Le consul Lucius Cornélius Scipion avait vite pris conscience du rôle stratégique occupé par Aléria qui pouvait servir aussi bien de base opérationnelle idéale d'un corps expéditionnaire pouvant en deux jours de marche atteindre l'emplacement actuel de Corte, véritable pivot de la défense intérieure, ou pour se porter rapidement sur toutes les autres villes maritimes.
Avec le temps, Aléria prit des allures romaines, on y trouvait un forum romain, un prétoire, des villas, des boutiques, un temple, des thermes romains et des égouts. Pour sept siècles, elle constitue le centre de la romanisation de la Corse et un port d’exportation de minerais, d’huile et de liège, de laine et de vin.
Aléria fut aussi un lieu d'exil pour des personnalités politiques comme Sénèque ou Mettius Pompusianus qui étaient sous la surveillance du gouverneur siègeant dans la ville.
À proximité de la ville les Romains disposaient d'une escale pour leurs navires de guerre située sur la côte même ou dans l'étang de Diana : Dianæ portus. « Bons cavaliers et bons fantassins, les Corses étaient aussi d'excellents marins. La flotte de Misène avait deux stations dans l'île, l'une à Aléria et l'autre à Mariana. Le commandement de la flottille était exercé par un "triérarque des galères", comme l'indique Tacite,.

### Christianisation d'Aléria
On ne peut assurer que la christianisation s’y soit déroulée très tôt. C'est néanmoins très certainement à partir d'Aleria que se développa une première vague de prosélytisme, sans doute durant le IVe siècle , avec la création de la première cathédrale de Corse dédiée à san Marcellu. Cette dernière, sans doute située entre la maison "Caminati" et l'actuelle église fut détruite et reconstruite à de multiples reprises.

## Vestiges
- Nécropoles pré-romaine de Casabianda, Mattonata et Lavandagio.
- Mur de fortification grec